# 쓰루기정
쓰루기정(일본어: つるぎ町)은 일본 도쿠시마현 북서부에 있는 미마군의 정이다.

## 지리
요시노강 하류 남안에 위치하고 있다.

## 역사
- 2005년 3월 1일 - 한다정, 사다미쓰정, 이치우촌이 합병해 쓰루기정이 되었다.

## 교통

### 철도
- 시코쿠 여객철도 도쿠시마선

### 도로
- 국도 192호선
- 국도 438호선